# Drosophila ananassae
Drosophila ananassae är en tvåvingeart som beskrevs av Carl Ludwig Doleschall 1858. Drosophila ananassae ingår i släktet Drosophila och familjen daggflugor. Inga underarter finns listade i Catalogue of Life.
Arten upptäcktes först i Indonesien men har även hittats i USA, Spanien och Indien.